# Помірна коаліційна партія (Швеція)
Поміркована коаліційна партія (швед. Moderata samlingspartiet або скор. Moderaterna) —  ліберально-консервативна

політична партія Швеції. 
Партія загалом підтримує зниження податків, вільний ринок, громадянські свободи та економічний лібералізм. 

На міжнародному рівні вона є повноправним членом Міжнародного демократичного союзу
 
та Європейської народної партії. 

Партія була заснована в 1904 році. У 1904–1938 називалася «Союз загальних виборів» (швед. Allmänna valmansförbundet), в 1938–1952 — «Національна організація правих» (швед. Högerns riksorganisation), в 1952–1968 — «Права партія» (швед. Högerpartiet), з 1968 носить сучасну назву.
Обіймаючи незначні посади у правоцентристських урядах, помірковані врешті-решт стали провідною опозиційною партією Шведській соціал-демократичній партії , і відтоді ці дві партії домінували в політиці Швеції. 
Після парламентських виборів 1991 року лідер партії Карл Більдт сформував уряд меншості, першу адміністрацію з 1930 року, яку очолив член партії, яка проіснувала три роки. 
Під керівництвом лідера партії та прем'єр-міністра Фредріка Райнфельда партія повернулася в уряд після загальних виборів 2006 і 2010 років. 
У 2010 році партія була провідним членом правоцентристської коаліції Альянсу (разом з Центристською партією, Християнськими демократами та Ліберальною народною партією) і здобули найкращий результат за всю історію (30,1%), незважаючи на те, що коаліція не змогла здобути більшість. 

З 1 жовтня 2017 року партію очолює Ульф Крістерссон.

## Ідеологія
Свою ідеологію партія характеризує, як суміш лібералізму і консерватизму (ліберальний консерватизм). Партія виступає за вільну ринкову економіку, приватизацію, зниження податків, підтримує одностатеві шлюби і права сексуальних меншин. У той же час, приділяє велику увагу боротьбі зі злочинністю, пропонуючи: посилити покарання за деякі злочини, збільшити кількість поліцейських, ввести національну заборону на жебрацтво. Підтримує посилення імміграційної політики.
Виступає за вільний ринок, приватизацію. Підтримує членство Швеції в Європейському союзі, виступала за перехід Швеції на євро і приєднання до НАТО.
В період керівництва Фредріка Райнфельдта (2003—2015) партія повільно рухалася в бік політичного центру, а також прийняла більш прагматичні погляди — відмовилася від деяких своїх старих пропозицій таких, як введення пропорційного оподаткування і збільшення витрат на оборону. Влітку 2014 року Райнфельдт закликав жителів Швеції «відкрити свої серця мігрантам».
10 січня 2015 року лідером партії було обрано Анну Кінберг Батру. Під її керівництвом партійна ідеологія зрушила вправо, зокрема, партія переглянула свої перш ліберальні погляди на імміграцію. У період міграційної кризи партія виступала за введення прикордонного контролю, посилення правил для возз'єднання з сім'єю і скорочення соціальних виплат біженцям. У своїй промові на Альмедаленському тижні в 2016 році Анна Кінберг Батра заявила, що іммігрантам слід вивчати шведську мову і ставати частиною шведського суспільства.
З 1 жовтня 2017 року партію очолює Ульф Крістерссон.

## Участь у виборах
На виборах в Риксдаг 17 вересня 2006 набрала 26,23 % (1 456 014) голосів і отримала 97 місць з 349, посівши 2-е місце.
На парламентських виборах 2010 року партія набрала 1 729 010 (30 %) голосів і отримала 107 депутатських мандатів.
На виборах, що відбулися у 2014 році партія набрала 23.33 % голосів і отримала 84 місця в Риксдазі зайнявши друге місце.
На виборах 2018 року, партія набрала 19.8 % голосів і отримала 70 місць у парламенті, посівши друге місце.

### Риксдаг
| Вибори        | Голоси    | %         | Місць     | +/–  | Уряд                      |
| ------------- | --------- | --------- | --------- | ---- | ------------------------- |
| 1911          | 188,691   | 31.1 (#2) | 65 / 230  |      | Опозиція                  |
| березень 1914 | 286,250   | 37.7 (#1) | 86 / 230  | ▲ 21 | Опозиція                  |
| вересень 1914 | 268,631   | 36.7 (#1) | 86 / 230  | ▬    | Опозиція (1914-1917)      |
| вересень 1914 | 268,631   | 36.7 (#1) | 86 / 230  | ▬    | Уряд меншості (1917)      |
| 1917          | 182,070   | 24.7 (#3) | 59 / 230  | ▼ 27 | Опозиція                  |
| 1920          | 183,019   | 27.9 (#2) | 70 / 230  | ▲ 11 | Опозиція                  |
| 1921          | 449,257   | 25.8 (#2) | 62 / 230  | ▼ 8  | Опозиція (1921-1923)      |
| 1921          | 449,257   | 25.8 (#2) | 62 / 230  | ▼ 8  | Уряд меншості (1923-1924) |
| 1924          | 461,257   | 26.1 (#2) | 65 / 230  | ▲ 3  | Опозиція                  |
| 1928          | 692,434   | 29.4 (#2) | 73 / 230  | ▲ 8  | Уряд меншості (1928-1930) |
| 1928          | 692,434   | 29.4 (#2) | 73 / 230  | ▲ 8  | Опозиція (1930-1932)      |
| 1932          | 576,053   | 23.1 (#2) | 58 / 230  | ▼ 15 | Опозиція                  |
| 1936          | 512,781   | 17.6 (#2) | 44 / 230  | ▼ 9  | Опозиція (1936-1939)      |
| 1936          | 512,781   | 17.6 (#2) | 44 / 230  | ▼ 9  | Коаліція (1939-1940)      |
| 1940          | 518,346   | 18.0 (#2) | 42 / 230  | ▼ 2  | Коаліція                  |
| 1944          | 488,921   | 15.8 (#2) | 39 / 230  | ▼ 3  | Коаліція (1944-1945)      |
| 1944          | 488,921   | 15.8 (#2) | 39 / 230  | ▼ 3  | Опозиція (1945-1948)      |
| 1948          | 478,779   | 12.3 (#2) | 23 / 230  | ▼ 16 | Опозиція                  |
| 1952          | 543,825   | 14.4 (#3) | 31 / 230  | ▲ 8  | Опозиція                  |
| 1956          | 663,693   | 17.1 (#3) | 42 / 231  | ▲ 11 | Опозиція                  |
| 1958          | 750,332   | 19.5 (#2) | 45 / 233  | ▲ 3  | Опозиція                  |
| 1960          | 704,365   | 16.6 (#3) | 39 / 233  | ▼ 6  | Опозиція                  |
| 1964          | 582,609   | 13.7 (#4) | 33 / 233  | ▼ 6  | Опозиція                  |
| 1968          | 621,031   | 12.9 (#4) | 32 / 233  | ▼ 1  | Опозиція                  |
| 1970          | 573,812   | 11.5 (#4) | 41 / 350  | ▲ 9  | Опозиція                  |
| 1973          | 737,584   | 14.3 (#3) | 51 / 350  | ▲ 10 | Опозиція                  |
| 1976          | 847,672   | 15.6 (#3) | 55 / 349  | ▲ 4  | Коаліція (1976-1978)      |
| 1976          | 847,672   | 15.6 (#3) | 55 / 349  | ▲ 4  | Опозиція (1978-1979)      |
| 1979          | 1,108,406 | 20.3 (#2) | 73 / 349  | ▲ 18 | Коаліція                  |
| 1982          | 1,313,337 | 23.6 (#2) | 86 / 349  | ▲ 13 | Опозиція                  |
| 1985          | 1,187,335 | 21.3 (#2) | 76 / 349  | ▼ 10 | Опозиція                  |
| 1988          | 983,226   | 18.3 (#2) | 66 / 349  | ▼ 10 | Опозиція                  |
| 1991          | 1,199,394 | 21.9 (#2) | 80 / 349  | ▲ 14 | Коаліція                  |
| 1994          | 1,243,253 | 22.4 (#2) | 80 / 349  | ▬ 0  | Опозиція                  |
| 1998          | 1,204,926 | 22.9 (#2) | 82 / 349  | ▲ 2  | Опозиція                  |
| 2002          | 791,660   | 15.1 (#2) | 55 / 349  | ▼ 27 | Опозиція                  |
| 2006          | 1,456,014 | 26.2 (#2) | 97 / 349  | ▲ 42 | Коаліція                  |
| 2010          | 1,791,766 | 30.1 (#2) | 107 / 349 | ▲ 10 | Коаліція                  |
| 2014          | 1,403,630 | 23.3 (#2) | 84 / 349  | ▼ 23 | Опозиція                  |
| 2018          | 1,284,698 | 19.8 (#2) | 70 / 349  | ▼ 14 | Опозиція                  |
| 2022          | 1,237,428 | 19.1 (#3) | 68 / 349  | ▼ 2  | TBD                       |

### Європарламент
| Вибори | Голосів | %         | Місць         | +/–     |
| ------ | ------- | --------- | ------------- | ------- |
| 1995   | 621,568 | 23.2 (#2) | 5 / 22        |         |
| 1999   | 524,755 | 20.7 (#2) | 5 / 22        | ▬ 0     |
| 2004   | 458,398 | 18.3 (#2) | 4 / 19        | ▼ 1     |
| 2009   | 596,710 | 18.8 (#2) | 4 / 18 4 / 20 | ▬ 0 ▬ 0 |
| 2014   | 507,488 | 13.7 (#3) | 3 / 20        | ▼ 1     |
| 2019   | 698,770 | 16.8 (#2) | 4 / 20        | ▲ 1     |

## Організаційна структура
УКП складається з федерацій (förbund), федерації з районів (krets), райони із партійних об'єднань (partiförening).
Вищий орган — партійна конференція (partistamma), між партійними конференціями — партійні ради (partiråd), між партійними радами — партійне правління (partistyrelse), найвища посадова особа — партійний голова (partiordföranden), інші посадові особи — віце-голови, партійний секретарь (partisekreteraren), партійний скарбник (partikassör).

#### Федерації
Федерації відповідають ленам.
Вищий орган федерації — федеральна конференція (förbundsstämma), між федеральними конференціями — федеральна рада (förbundsråd), між федеральними радами — федеральне правління (förbundsstyrelse), найвища посадова особа союзу — федеральний голова (förbundsordföranden).

#### Райони
Райони відповідають старим одномандатним округам, що об'єднує одну або кілька комун.
Вищий орган району — районне річне зібрання (kretsårsmöte), між їх засіданнями — районне правління (kretsstyrelse), найвища посадова особа району — районний голова (kretsordförande).

#### Партійні об'єднання
Вищий орган партійного об'єднання — річні збори об'єднання (föreningsårsmöte), між річними зборами об'єднання — правління об'єднання (föreningsstyrelse), найвища посадова особа партійного об'єднання — голова об'єднання (föreningsordförande).
Суміжні організації:
- Помірний союз молоді (Moderata Ungdomsförbundets)
- Помірні жінки (Moderatkvinnorna)
- Помірні студенти (Moderata Studenter)
- «Відкриті помірні» (Öppna Moderater) — ЛГБТ організація
- Пенсіонери поміркованої партії (Moderata samlingspartiets seniorer)

### Молодіжне крило
Помірний союз молоді (Moderata Ungdomsförbundets), складається з округів (distrikt), округи з об'єднань (föreningen), вищий орган — конференція союзу (förbundsstämma), між конференціями союзу — правління союзу (förbundsstyrelsen), найвища посадова особа Помірного союзу молоді — голова спілки (förbundsordförande).

#### Округи Помірного союзу молоді
Округу відповідають ленам.
Вищий орган округу — окружна конференція (distriktsstämma), між окружними зборами — окружне правління (distriktsstyrelsen), вища посадова особа — окружний голова (distriktordförande),

#### Об'єднання Помірного союзу молоді
Вищий орган об'єднання — річні збори об'єднання (föreningsårsmötet), між річними зборами — правління об'єднання (föreningsstyrelse), найвища посадова особа об'єднання — голова об'єднання (föreningsordförande).